# Pro rata temporis
Mit der lateinischen Wendung pro rata temporis (lat. etwa ‚zeitanteilig‘) ist insbesondere in Recht und Wirtschaft die Verteilung eines Geldbetrages auf Zeitabschnitte entsprechend der Dauer der Zeitabschnitte gemeint. In der Schweiz ist auch die Bezeichnung marchzählige Abrechnung gebräuchlich.
Pro rata bedeutet auch nach Verhältnis; bei Beteiligungen kann dies bedeuten, dass bei ungleichen Anteilen die getätigten Geschäfte im Verhältnis des Anteils aufgeteilt werden. Bei Kaufvorgängen bedeutet dies, dass die Zahlung im Verhältnis der bereits erbrachten Lieferung erfolgt.

## Beispiele

### Abschreibung
Eine Maschine mit einem Kaufpreis von 48.000 € wird über eine angenommene Nutzungsdauer von 4 Jahren linear abgeschrieben. Auf jedes volle Jahr ihrer Nutzung entfallen 12.000 € des Anschaffungspreises. Fällt der Erwerb der Maschine in ein laufendes Geschäftsjahr – wird sie beispielsweise am 1. März angeschafft –, so belaufen sich die Abschreibungen im ersten Geschäftsjahr pro rata temporis auf 10.000 €, nämlich auf zehn Zwölftel des Jahresbetrages für zehn von zwölf Monaten.

### Teilzeitarbeit und befristet Beschäftigte
Der Pro-rata-temporis-Grundsatz gilt gem. § 4 Nr. 2 Richtlinie 99/70/EG (Richtlinie zur EGB-UNICI-CEEP-Rahmenvereinbahrung über befristete Arbeitsverträge) als Teil des Grundsatzes der Nichtdiskriminierung von befristet Beschäftigten. Er wurde in § 4 Abs. 2 S. 2 TzBfG umgesetzt.
Entsprechendes gilt im Rahmen des Diskriminierungsverbots von Teilzeitarbeitern gem. § 4 Nr. 2 Richtlinie 97/81/EG („Teilzeitarbeit-RL“). Hier erfolgte die Umsetzung in § 4 Abs. 1 S. 2 TzBfG.